# Eric Pockley
Eric Osbaldiston Pockley (ur. 1876 w Killarze, zm. 11 listopada 1956 w Avalon Beach) – australijski tenisista.

## Kariera tenisowa
Startując w Australasian Championships (obecnie Australian Open) Pockley w 1919 roku osiągnął finał gry pojedynczej, który przegrał z Algernonem Kingscotem. W latach 1907 i 1908 był również półfinalistą imprezy, a w 1905 roku doszedł do ćwierćfinału.
Pockley wystąpił ponadto na Wimbledonie swój najlepszy rezultat w turnieju ustanawiając w 1911 roku, kiedy to awansował do półfinału gry podwójnej wspólnie ze Stanleyem Doustem.

### Finały w turniejach wielkoszlemowych

#### Gra pojedyncza (0–1)
| Końcowy wynik | Nr | Data | Turniej                            | Nawierzchnia | Przeciwnik         | Wynik finału  |
| ------------- | -- | ---- | ---------------------------------- | ------------ | ------------------ | ------------- |
| Finalista     | 1. | 1919 | Australasian Championships, Sydney | Trawiasta    | Algernon Kingscote | 4:6, 0:6, 3:6 |